# Шохина, Виктория Львовна
Виктория Львовна Шохина (род. 1946) — российский журналист, литературовед и литературный критик, публицист, редактор. Прежде многолетний заместитель главного редактора «Независимой газеты». Преподаватель Высшей школы (факультета) телевидения МГУ, кандидат филологических наук, доцент.
Окончила факультет журналистики МГУ им. М. В. Ломоносова (училась на газетном отделении) и аспирантуру Института мировой литературы им. М. Горького АН СССР. Специализировалась по литературе США. Работала в журнале «Знамя», «Независимой газете», многие годы была заместителем главного редактора последней.
Преподаёт в МГУ им. М. В. Ломоносова, читает курс «Современный литературный процесс» в Высшей школе телевидения. Колумнист журнала поэзии «Дети Ра». Член жюри ХVIII Международного благотворительного кинофестиваля «Лучезарный Ангел».
Автор многочисленных статей (про писателей и др.), а также, под псевдонимом «Архилох», — фельетонов на 1-й полосе «Независимой газеты» (2002—2008). Публиковалась в изданиях «Юность», «Литературные известия», «Литературная газета», «Звезда». Высказывалась: «Воздух в России насквозь пропитался Ницше».
Многие годы дружила с Татьяной Бек, с которой познакомилась в 1967 году. Жительница района Аэропорт САО.